# 克里斯托弗·纽波特
克里斯托弗·纽波特（Christopher Newport，1561年12月—1617年8月）是一名英格兰航海家，驾驶着他的旗舰蘇珊·康絲坦號在1607年建立了詹姆斯鎮殖民地。克里斯托弗·纽波特大学是以他的名字命名的。

## 生平
他出生于英格兰伦敦莱姆豪斯，和做船长的父亲同名。他的母亲叫做简，姓不明。12月29日，他在哈里奇受洗。他在1580年开始航海，迅速成为伦敦有名的船长。1584年10月19日，他与凯瑟琳·普罗克特（Katherine Proctor） 在哈里奇结婚。
1585年英西戰爭爆發後，他成為一名私掠者，在加勒比海搶劫西班牙的船隻，駕駛過小約翰號（Little John）、馬格麗特號（Margaret）和金龍號（Golden Dragon）等。1590年，在商人約翰·瓦茨支持的一場劫掠行動中，他截獲了西班牙的一艘加利恩帆船，但也在戰鬥中失去一隻手臂。1591年6月和7月，他又在瓦茨的支持下探索古巴。1592年的弗洛里斯戰役（Battle of Flores）中，他在亞速爾群島截獲了葡萄牙的“Madre de Deus”號，獲得了500噸的香料、絲綢和寶石。他還參加過1603年的卡瓦略斯港戰役（Battle of Puerto Caballos）。
1606年，伦敦公司雇佣他率领船队前往北美。1606年12月20日，纽波特驾驶旗舰苏珊·康丝坦号，率领成功号（Godspeed）、发现号（Discovery）出航，船上除去105名殖民者，还有39名水手。這些殖民者建立了詹姆斯镇殖民地。

## 扩展阅读
- A. Bryant Nichols Jr., Captain Christopher Newport: Admiral of Virginia, Sea Venture, 2007
- David A. Price, Love and Hate in Jamestown: John Smith, Pocahontas, and the Start of A New Nation, Alfred A. Knopf, 2003
- Breese, Steven, Actus Fidei, Steven Breese and Associates, 2007
- Smith, John, The Generall Historie of Virginia ["G.H." London, 1623].
- Wingfield, Jocelyn R., Virginia's True Founder: Edward Maria Wingfield, etc., [Charleston, 2007, ISBN 978-1-4196-6032-0].